# 暴力街 (1974年の映画)
『暴力街』（ぼうりょくがい）は、1974年4月13日に公開された日本の映画。主演・安藤昇、監督・五社英雄。東映東京撮影所製作、東映配給。
安藤演じる元ヤクザのナイトクラブ支配人が、かつての仲間とともに新興の暴力団組織と対峙するハードボイルド・アクション映画。
封切り時の同時上映作品は『夜の演歌 しのび恋』（監督：降旗康男、主演：中島ゆたか）。

## ストーリー
銀座でクラブ「マドリッド」を経営する江川紘一は、かつて組織「関東東菊会」傘下の「江川組」を率いるヤクザであったが足を洗い、平穏な生活を送っていた。しかし店が東菊会と関西の組織「西日本連合」との店舗買収合戦の対象になったことから、双方の縄張り争いに巻き込まれる。防衛のために江川組再建を図ったかつての子分たちが独断で、西日本連合の仕業に見せかけて東菊会が後援する若手歌手を誘拐し、身代金1億円をせしめる。だまされたことを知った東菊会は金を取り返すために殺し屋を放ち、誘拐犯たちを消していく。その中には江川の内縁の妻・晃子の弟も含まれていた。ここにいたり、江川はかつての手下たちの暴走を知って、責任を取るために店を手放し、東菊会との対決を決意する。
そんな中、東菊会組員で江川の旧友でもある矢崎竜二は、江川の暗殺を命じられる。これは組織の方針に反抗的な矢崎に対する制裁だった。矢崎は江川とつかず離れずの距離を保ち、暗殺を先延ばしにするが、組織の掟の中で次第に追い詰められていく。
解体業を営みながら銃を密造しているギザゴロの辰が江川の仲間に加わるが、戦いの末絶命する。それでも江川は東菊会の幹部たちを次々と倒し、会長の剛原にも引き金を引く。矢崎が江川の隠れ家を探り当て、2人は一騎打ちとなる。一方、後任の東菊会会長となった諸木は西日本連合と和解する。双方の組員たちは用済みとなった2人を消すために、彼らが戦う隠れ家を取り囲み、一斉射撃を加えた。

## キャスト
- 江川紘一：安藤昇
- 矢崎竜二（東菊会幹部）：小林旭
- 浜勇喜（元江川組組員）：夏八木勲
- 諸木（東菊会幹部・東菊総業社長）：小池朝雄
- 二橋（東菊会幹部）：葉山良二
- 剛原悠子（剛原の妻・江川をかくまう元交際相手）：赤座美代子
- 殺し屋：マダム・ジョイ
- 吉井晃子（江川の内縁の妻）：川村真樹
- 中津川みなみ[3]：中津川みなみ（テイチク・ユニオン）
- 望月邦弘（元江川組組員）：室田日出男
- 歌謡ショー司会者（東菊会幹部）：田中浩
- ジョージ（東菊会組員）：安岡力也
- みなみの母親：松井康子
- 東松（東菊会幹部）：八名信夫
- 山岡（東菊会幹部）：佐藤京一
- 吉井治夫（元江川組組員）：平泉征
- 剛原（東菊会会長）：高田繁司（レディ・ファースト・マスター）
- ドン・神谷：ドン・神谷（ドンの城・マスター）
- 宝京子、宝ナナ、宝まみ（ロック座）
- 横山あさの（女剣劇）
- アンジィ・ストーム（ショウ・ダンサー）
- 藤田（東菊会組員）：広瀬義宣
- タケシ（東菊会組員）：誠直也
- 西日本連合組員：日尾孝司
- 西日本連合組員：佐藤晟也
- 剛原の秘書：久地明
- 仙川：藤山浩二
- 殺し屋：山本昌平
- 玉木（西日本連合組員）：潮健児
- 解体屋（辰の同居人）：関山耕司
- 松森：花田達
- 西田（東菊会幹部）：土山登士幸
- サブ：大塚吾郎
- ケン：高月忠
- 治夫の共犯者：須賀良
- 西日本連合組員：亀山達也
- 仲塚康介
- 木川哲也
- 伊達弘
- 沢美鶴
- 高橋洋一
- 太古八郎
- 山田光一
- 桐島好夫
- 大泉公孝
- 山浦栄
- 五野上力
- 西本良治郎
- 溝口久夫
- 沢田浩二
- 畑中猛重
- 清水照夫
- 城春樹
- 横山繁
- 比良元高
- 木村修
- 宮地謙吾
- 高島志敏
- 藤崎英幸
- 竹村清女
- 三城貴子
- 泉福之助
- 工藤武
- 大淀浩司
- 宮崎あすか
- 章文栄
- 金子恵美子
- 島村（西日本連合会長）：丹波哲郎
- ギザゴロの辰：菅原文太

## スタッフ
- 監督：五社英雄

- 企画：吉田達
- 原案：五社英雄
- 脚本：掛札昌裕、中島信昭
- 撮影：山沢義一
- 録音：広上益弘
- 照明：梅谷茂
- 美術：中村修一郎
- 編集：祖田冨美夫
- 助監督：福湯通夫
- 記録：高津省子
- 擬斗：日尾孝司
- スチール：遠藤努
- 進行主任：東一盛
- 装置：小早川一
- 装飾：田島俊英
- 美粧：入江荘二
- 美容：石川靖江
- 衣裳：宮下貞子
- 演技事務：山田光男
- 現像：東映化学

- 音楽：佐藤勝
- 挿入歌（テイチク・ユニオン）
  - 「恋はノンノン」（作詞：たかたかし、作曲・編曲：鈴木邦彦、歌：中津川みなみ）
  - 「愛・これこそ愛」（作詞・作曲・歌：ドン・神谷）
- 協力：エル・フラメンコ

## 製作

### 企画
東映ギャング路線の復活
1974年2月に公開された多岐川裕美主演『聖獣学園』の「想像できないほどの不入り」を見た東映社長・岡田茂は「ストリップ映画は所詮キワモノだよ!」と宣言し、製作中だったシャロン・ケリー、梅宮辰夫共演による『色情トルコ日記』を最後に「あきられてきたポルノ路線から撤退し、今後は実録ものとギャングもの、それに歌謡路線を強化していく」という新方針を打ち出した。
また1974年4月には「オレがOKしなきゃ撮らせない」と、全ての企画を岡田自身が決定する陣頭指揮を宣言した。
このうち「東映ギャング路線」は、1961年9月に東映東京撮影所（以下、東撮）所長に赴任した岡田茂が、社会派映画がメインで当たる映画が1本もなかった東撮を再建するため、高倉健を軸に最初に手掛けた路線で、古手監督を一掃して、深作欣二ら、若手をどんどん起用し、東撮復活の起爆剤となった路線で、その後数多くの路線を仕掛ける岡田が抬頭する切っ掛けとなった。しかし人気が落ちると、「そもそも日本にギャングなどいない」と見も蓋もない理由で終了させ、以降はほとんど作られていなかった。
これら「新路線」の第一弾が千葉真一主演の「実録」もの『ルバング島の奇跡 陸軍中野学校』である。
「新しいアクション路線」と銘打たれた新路線第二弾として製作が発表されたのが本作『暴力街』であった。企画は『ルバング島の奇跡 陸軍中野学校』が先であったが、『暴力街』が先に公開されている。
五社の招聘
東撮のエース格だった深作欣二が『仁義なき戦い』で東映京都撮影所（以下、京撮）に招かれ、以降定着したため、東撮にアクション映画を撮れる者がいなくなっていた。フジテレビで五社英雄が浮いた存在になっていると知った岡田が、「東映ギャング路線」復活のための人材として「外部からの変わり者」五社を招いた。岡田・五社コンビの東映作品は、1966年の『丹下左膳 飛燕居合斬り』に続いて2作目である。岡田は本作のプロデューサーに腹心・吉田達を就けた。
3作目の『鬼龍院花子の生涯』（1982年）以降、五社は東映での作品が続くが、製作は全て京撮であり、『暴力街』は五社が東撮で撮った唯一の映画である。
タイトル
『暴力街』という映画は本作以前に、同じ東映の小林恒夫監督が1955年と1963年に2回製作している。1955年版は同年の『終電車の死美人』と共に犯罪映画の佳作として東映現代劇に大きな影響を与えたとされる。1963年版は、岡田が「東映ギャング路線」量産時に名作とされた1955年版にちなんでタイトルを流用させたもので、本作も含めた3本はストーリーが異なり、本作はいずれのリメイクでもない。

### キャスティング
主演・安藤昇は五社とウマが合った。オカマの殺し屋役のマダム・ジョイは、プロデューサーの吉田が行きつけのオカマバーのマダムで、五社が気に入って映画に出した。

### 撮影・編集
マダム・ジョイは撮影の日に自前の100万円の着物を着て来て、五社が「血糊が付くし殺陣でズタズタになるぞ」と着替えさせようとしたら、「切られたって、捨てたっていいの。この衣装を着て五社さんの作品に出たいの」と訴えたため、そのままその着物で撮影した。
予告編のBGMには、『人斬り与太 狂犬三兄弟』、『現代やくざ 人斬り与太』の一部が使われている。

## 作品の評価

### 興行成績
本作は八代亜紀の同名楽曲をモチーフにした歌謡映画『夜の演歌 しのび恋』との二本立て興行で封切られた。
岡田は「シャシンの出来は決して悪くない。ところが結果はソコソコしか来ていない。これはマスコミの乗りが非常ににぶかった。セリング・ポイントが一つに絞り切れていないんだな。あれだけのキャスト揃えるなら、勝負してパチンと当てる素材を掴まなくちゃダメだよ」などと評している。

### 後の作品への影響
「ギャング路線」はその後は1960年代ほどは量産はされなかったが、1975年の『神戸国際ギャング』は、任侠スターになる前の高倉健が、岡田の指導で取り組んでいた「ギャング路線」を復活させたものである。またタイトルに"ギャング"と入っていなくても東映は時々「ギャング路線」を想起させる映画を作ることがある。